# Bernardo Pérez y Gutiérrez
Bernardo Pérez y Gutiérrez (segles XVIII -XIX) fou un músic espanyol que entre 1801 i 1808 fou mestre de capella de la catedral d'Osma segons consta que un villancet de Nadal anomenat (Oratorio alegórico moral al Nacimiento de Nuestro Señor Salvador Jesu-Christo, que se ha de cantar en la santa iglesia catedral de Osma. Año 1808) i al·lusiu tot ell a la Guerra del Francès, d'aquest compositor es cantà en aquella catedral el mateix any. La música d'aquest oratori és probable que es conservi en l'arxiu de música d'aquella catedral, junt amb d'altres del mateix autor. En la part del gènere didàctic publicà Instituciones elementales de música ó Cartilla para uso de los niños y alivio de los maestros, repartida en lecciones, etc. (1801).